# Requiem: Bloodymare
Requiem: Memento Mori  es un videojuego MMORPG 3D de horror desarrollado por Gravity, dirigido a públicos maduros debido a sus dosis de sangre y descuartizamientos, este juego te introduce en un mundo oscuro, sangriento y devastado debido a generaciones de abuso de la ciencia y la magia, en donde habrá que luchar por sobrevivir a horribles criaturas creadas por mutaciones genéticas, modificación genética, magia o todas las anteriores.
Este juego es libre de jugar (Free to Play), lo cual tanto la descarga como la mensualidad es gratuita, sin embargo de manera opcional, se puede contratar servicios en la misma página oficial, con lo cual se acceden a nuevos mapas y nuevos artilugios que de otra forma no se pueden conseguir.

## Historia
En los tiempos antiguos, las 8 razas Originales no dejaron ningún registro de los tiempos para nuestros libros de historia, solo reliquias e imágenes encontradas en ruinas fuera de Ethergia. De las razas originales, solo cuatro han sobrevivido hasta nuestros días. 
Durante la era de las Multi-Razas, las culturas habían seguido sus propios caminos, ya sea trabajando con los demás o en conflicto contra ellos. Finalmente, los conflictos raciales entre los seres humanos y semihumanos derivaron en una guerra monstruosa. 
La Nachs, criaturas de la noche, se creían mejores que las otras razas, y se esforzaron por la dominación. Los Xenoa y Turan, por supuesto, se defendieron. Aunque los semihumanos dominaron los comienzo de la guerra, los Bartuk (cuyo aspecto se asemeja más a los seres humanos que los monstruos) repentinamente cambiaron de bando. 
Abandonaron a sus hermanos los Ohrg y Khuns y se unieron a la raza humana, dando la los Xenoa y Turan una superioridad en las fuerzas. El Eonay, aunque neutral y odioso de la intromisión y el caos, aprovechó la oportunidad para ganar poder, aprovechando la fuerza de la Ciencia de Mana durante la guerra. 
Los Nachs, tratando de revertir la guerra en su favor, crearon a los Kruxena de la mezcla de su raza con la Bartuk que aún permanecían de su lado. Sin embargo, cuando los Natsu tocaron "Noxxion" la fuente de la "Mana Luahn" ocurrió un error horrible, y terminaron encerrados en un espacio tridimensional, dejando a los Kruxena perdidos y dispersos por los rincones del mundo. Los humanos entonces fácilmente se alzaron con la victoria, acabando con los Ohrg y Khun, e hicieron una aparente paz con los Bartuk. Después de la guerra, los Eonay alcanzaron una prosperidad final con su Mana-Ciencia en Exekion y finalmente, decidieron ir más allá de esta dimensión y desaparecieron a lugares desconocidos. 
En tiempos medievales, los Xenoa, Turan, y Bartuks se unieron para formar el Imperio del Xenon Santo. Durante este tiempo, los Xenoa absorbieron lo que quedaba de la Ciencia Eonay de Mana y tomaron a los Turan y Bartuks bajo su dominio, obligando a todas las razas servir a su Dios. En este momento, los Kruxena crearon su propia cultura, pero su existencia se había dado a conocer los humanos, ya que había algunos que habían apartado para unirse a ellos. Diferentes partidos políticos surgieron dentro de la HXE y comenzó las hostilidades entre ellos. 
El Partido Radical (bajo la dirección de Antius III) tomó el control absoluto y proclamó que estudiar ciencia era paganismo y la Era Oscura comenzó, en la que toda la magia heredada de la Eonay y los Nachs estaba prohibida. Durante la Era Oscura, los Xenoa trataron a los Turan y Bartuks como formas inferiores de vida, dando lugar a la rebelión conocida como Martes Sangriento, en la que los niños Bartuk fueron masacrados en público. 
Los Kruxena se unieron a la Guerra de Marze para ayudar a su clan de sangre, los Bartuk. Cuando los Xenoa vieron su inminente destrucción, ejecutaron el "Proyecto Tanatos", que supuso la prohibida materialización de la Luahn Mana de los Natch y la Ciencia-Mana de los Eonays, resultando en una combinación explosiva, que separó en pedazos el continente de Ethergia. 
En los tiempos modernos, los pocos sobrevivientes Humanos tardaron mucho tiempo para reunirse y empezar a vivir de nuevo en el Continente del Cambio. Durante la era de la segregación, los colonos separados formaron una Ciudad Estado, que también llevaba el nombre de El Sagrado Imperio Xenon. El inestable poder mágico hizo retroceder la civilización causando una clara disminución en el nivel de vida, y criaturas mutantes comenzaron a aparecer por el ecosistema dañado. El líder del Partido Liberal se convirtió en el sacerdote de la Orden del Xenon y pone todos los esfuerzos en la reconstrucción de la Orden, como la religión más grande al tratar de corregir todos los errores del pasado. 
Un día, "Ioxenic" apareció en la ciudad de Rozen. El suministro los planos para una estación de energía para la explotación de la energía de Iones, la principal fuente de energía en Ethergia, y el elemento de las Ciencias Oscuras de los Eonay. 
Ioxenic llevaría a la civilización hasta el nivel siguiente, durante la "Era de la Prosperidad". Con mejores medios para el suministro de energía, se forjó de gran renombre. 
Entonces, otra organización apareció. 
El "Gremio de Mercaderes de Guildestein" (Merchant Guildenstein Guild) hizo posible algo que antes era impensado, la capacidad de comercio con otros continentes. Por lo que toda Ethergia estaría ahora conectada por el mismo destino. En este momento, Ioxenic comenzó los estudios para desarrollar un prototipo de "Temperion", para complementar el Thanatos en secreto. Los prototipos, cuyo nombre código era "Naothes" (viajero, aventurero), fueron colocados en el continente Zudekha para descubrir las reliquias antiguas que las razas como los Ohrg y Khun había dejado allí. Un investigador Ioxenic, Ilkes, se enteró de los secretos de la Orden y las utiliza para completar a los Temperions, formar "Los Caninos de Fenrir" y revelar la corrupción y la conspiración oculta de los Ioxenic. 
En los tiempos actuales, criaturas mutantes amenazan la existencia de la humanidad. Criaturas oscuras han comenzado a aparecer misteriosamente, durante la noche. En esta época caótica en que vivimos, los Ioxenic han anunciado que lanzaran su versión definitiva de los Temperions, "humanoides" que puedan luchar contra las criaturas mutantes y los espíritus malignos de la noche. Ahora, Ioxenic es llamado el Salvador del Mundo (solo a sus oponentes, Los Caninos de Fenrir), y hemos comenzado nuestra lucha, una vez más, por la existencia de la humanidad ..."

## Razas y profesiones
Cuatro razas son de las que el jugador puede escoger y de las cuales cada una tiene diferentes especialidades, una vez que se llega al nivel 10 se activa una misión (quest) que de finalizarla se puede escoger la primera profesión y al llegar a los 50 se escoge la segunda dependiendo de lo que el jugador escogió la primera vez (nótese que la profesión es la especialización de combate del personaje).
Turan: Muy parecidos a los humanos, tienen una fuerza, agilidad e inteligencia balanceada, pero son débiles en contra de la magia, esta es la raza más balanceada de todas.
- Defender: Guerreros especializados en defensa y ataques rápidos, usa magia para tener ventajas sobre sus enemigos.
  - Comander: Cargar en contra de los enemigos, pegar primero, escapar del daño y atraer la atención del enemigo hacia el mismo, son sus especialidades.
  - Protector: Con menos poder físico que el commander pero mayor defensa puede asistir a sus aliados gracias a magias curativas o debilitando a sus enemigos.
- Templar: Mago de combate y curandero, también tienen un daño físico decente.
  - Tempest: Especializado en magia de combate, provoca grande daños en sus enemigos.
  - Radian: Especializado en magias curativas, de defensa y de control de enemigos.

Bartuk: De gran poder físico, su filosofía es ayudar al aliado y machacar al enemigo, pero tienden a ser espiritualmente débiles y no poseen gran inteligencia, lo que los hace susceptibles a los poderes mentales.
- Warrior: Pura fuerza bruta.
  - Berseker: Más fuerza bruta, despedazar al enemigo es su lema.
  - Warlord: Fuerza bruta combinada de habilidades para fortalecer a los aliados o/y debilitar a los enemigos.
- Shaman: Buena combinación de fuerza y magia (fuego), pueden imbuir sus armas con magia para mayor poder de ataque.
  - Mystic: Especializados en defensa y recuperación rápida, accede a algunos poderes curativos.
  - Forsaker: Especializado en magia negra y de magia de fuego de alto alcance.

Kruxena: Creados como humanoides de guerra son física y espiritualmente fuertes, aunque su resistencia física y mágica no supera a los Bartuk y a los Turan respectivamente.
- Rogue:
  - Shadow Runner:Especializado en el sigilo, el combate a distancia y debilitar a los enemigos
  - Assassin:Como su nombre lo indica, es un asesino nato atacando desde las sombras y degollando a sus enemigos de manera veloz
- Soul Hunter:
  - Defiler:Especializta en el control de muchos objetivos, cuenta con gran daño
  - Dominator:Especializado en el uso de Mascotas para que hagan el trabajo por el

Xenoa: Altamente inteligentes y espiritualmente superiores, tienen acceso a las magias más poderosas, pero en contraste son físicamente débiles, por lo que su estrategia de combate es destruir a su enemigo antes que este llegue a ellos.
- Hunter:
  - Avenger: Especializado en bombas cuenta con gran defensa
  - Ranger: Es el personaje que cuenta con mayor rango de ataque del juego, es demoledor
- BattleMagician:
  - Elementalist: Cuenta con magias muy poderosas para destrozar a sus enemigos
  - Druid: Se adapta a la situación cambiando de formas para luchar

## Características

### Físicas
Al usar el motor de físicas Havok las muertes de los enemigos y personajes son más realistas, salpicaciones de sangre, partes mutiladas, convulsiones de los cadáveres, etc.

### Sistema de ADN (DNA System)
Con este sistema podemos mejorar las habilidades que posee nuestro personaje, como por ejemplo hacer los tiempos de recarga más cortos, incrementar el daño o la duración de cierta habilidad y se pueden usar hasta cinco de estas mejoras al mismo tiempo.

### Monstruos de Pesadilla (Nightmare Monsters).
Como todo MMORPG el servidor tiene su reloj interno, entre las horas 23:00 y 2:00 de la madrugada (dentro del juego), se activa el modo nightmare (pesadilla) en el cual en determinadas zonas del mapa aparecen criaturas especialmente fuertes, las cuales se deberán exterminar para hacer misiones (en grupo) o simplemente sobrevivir a ellas.

### Sistema de Posesión de Bestias (Possession Beast System)
Una vez llegado el nivel 25 se le encomendará al jugador una misión que al finalizarla desbloqueará el sistema de posesiones, el cual le permite al mismo convertirse en bestias para machacar a sus adversarios, hay diferentes tipos de posesiones de bestias tanto de fuerza bruta como mágicas.

### Monturas
Las Monturas solo están disponibles en la Item Shop. que dan +60% de movilidad. límite 7 a 30 días.
también se pueden obtener en el sorteo diario, fecha límite[1 día].
Quest para obtener a Rex (movilidad +20%). Se activa al lv 29 - 30.(sin límite de uso)
se busca a RUCIA en la ciudad Nova Lux. misión [Lost Rex Cage].

### Sitio oficial
- Requiem: Bloodymare - Official English — La página oficial en inglés.

### Sitios no oficiales
- Requiem Wiki - Wiki, solo en inglés.

- Datos: Q518806